# Seznam sovjetskih letalskih asov korejske vojne
Seznam sovjetskih letalskih asov korejske vojne.

## A
- Boris Stjepanovič Abakumov

## G
- Ivan Mihajlovič Gorbunov

## J
- Dimitrij Vasiljevič Jermakov